# Kim Astrup Sørensen
Kim Astrup Sørensen (Herning, 6 de marzo de 1992) es un deportista danés que compite en bádminton, en la modalidad de dobles.
Ganó dos medallas en el Campeonato Mundial de Bádminton, en los años 2021 y 2023, y cinco medallas en el Campeonato Europeo de Bádminton entre los años 2016 y 2024. En los Juegos Europeos obtuvo dos medallas, plata en Minsk 2019 y oro en Cracovia 2023.
Participó en los Juegos Olímpicos de Tokio 2020, ocupando el quinto lugar en la prueba de dobles.

## Palmarés internacional
| Campeonato Mundial | Campeonato Mundial         | Campeonato Mundial | Campeonato Mundial |
| Año                | Lugar                      | Medalla            | Prueba             |
| ------------------ | -------------------------- | ------------------ | ------------------ |
| 2021               | Huelva (España)            | Medalla de bronce  | Dobles             |
| 2023               | Copenhague (Dinamarca)     | Medalla de plata   | Dobles             |
| Juegos Europeos    |                            |                    |                    |
| Año                | Lugar                      | Medalla            | Prueba             |
| 2019               | Minsk (Bielorrusia)        | Medalla de plata   | Dobles             |
| 2023               | Tarnów (Polonia)           | Medalla de oro     | Dobles             |
| Campeonato Europeo |                            |                    |                    |
| Año                | Lugar                      | Medalla            | Prueba             |
| 2016               | La Roche-sur-Yon (Francia) | Medalla de plata   | Dobles             |
| 2017               | Kolding (Dinamarca)        | Medalla de bronce  | Dobles             |
| 2018               | Huelva (España)            | Medalla de oro     | Dobles             |
| 2021               | Kiev (Ucrania)             | Medalla de bronce  | Dobles             |
| 2024               | Saarbrücken (Alemania)     | Medalla de oro     | Dobles             |